# Pravo u 1305.
◄◄ | ◄ | 1302. | 1303. | 1304. | 1305.  | 1306. | 1307. | 1308. | ► | ►►
Arhitektura • Astronomija • Glazba • Knjige • Književnost • Kršćanstvo • Medicina • Pravo • Promet • Slikarstvo • Znanost
Pravo u 1305.

## Hrvatska i u Hrvata

### Događaji
- Brački statut
- Zadarski statut

## Vanjske poveznice
|  | Zajednički poslužitelj ima još gradiva o temi Pravo |